# あのりふぐ
あのりふぐは、三重県志摩市の三重外湾漁業協同組合志摩支所安乗事業所（旧・志摩の国漁業協同組合）が扱う天然のトラフグの地域ブランド名のことである。1999年頃からブランド化への取り組みが始まり、2003年8月に商標登録されている（登録番号、第46990067号）。ここでは、表題とあわせ伊勢湾でのトラフグの生態やトラフグ漁についても述べる。

## 概要
三重外湾漁協では、あのりふぐを「伊勢湾を含む遠州灘から熊野灘にかけての海域で漁獲される体重700グラム以上の天然トラフグ」と定義している。
伊勢湾付近でトラフグが確認されたのは、1970年代といわれている。1980年代からトラフグの捕獲高が大きくなる年が発生するようになった。これら伊勢湾付近のトラフグは、安乗漁港（あのりぎょこう）などで水揚げされ、フグの卸商や加工工場の集中していた下関へと陸路で運ばれていた。（詳しくは下関とふくを参照）
後述するように伊勢湾の安乗沖はトラフグの産卵場であることが分かり、冬場にはトラフグの良い漁場となる。1999年頃より安乗漁協が、安乗港で水揚げされるトラフグを「あのりふぐ」として地域ブランド化する動きを始めた。その後、図案化したトラフグと共に「あのりふぐ」を商標登録化した。
さらに動きを漁業関係以外にも広げるため、観光業、旅館業、飲食業などと「あのりふぐ協議会」を2003年に設立、志摩地方の店舗のみに限定してあのりふぐを取り扱う店を認定店として指定し、それ以外の店舗で「あのりふぐ」の名称使用を許可していない。これら認定店では、クルマエビやアワビなど同じく志摩地方でとれる食材と組み合わせたふぐ料理を提供するなどの工夫がなされている。なお、当初の認定店は55店舗であった。
「あのりふぐ」ブランドの取り組みとして、以下の特徴的な点が挙げられる。
- 資源保全とブランドの両立

伊勢湾や遠州灘での体重700g以下のトラフグは、自主規制として再放流を行う。ブランド定義内にふぐの体重を入れることで、その規制への認知度を高める努力が払われている。また、トラフグの生態研究をすすめ、人工孵化や幼魚の放流などを定期的に実施し、また放流をイベント化するなどを行っている。
漁期を冬の11月から2月の間に規制し、同時期にしか出荷しないことで資源保護を図る。同時に消費者に旬のイメージを宣伝する効果も期待している。
- 人材育成の推進

ふぐが下関へ集中する理由として、猛毒であるテトロドトキシンを持つふぐの処理は独自の技術・技能が不可欠であり、そのためフグの加工場が集積している点がある。そのため、ふぐに関する食品加工全般を地域内で行えるように、ふぐに必要な技術・技能を持つ地域の人材育成を推進している。
- 観光業界との連携と地域への販路の限定

一般に地域ブランドは、認知の向上により大消費地への販路拡販による生産規模の増大を目指すものが多い。しかしあのりふぐでは、販路を地域の旅館や料亭の「認定店」に限定している。これにより生産物を消費地に送り出す量の増加を期待するのではなく、ブランド力で消費者を地域内への観光客として呼び込む量の増加を期待し、より高い経済効果を得ることを狙っている。
これら一連の事業に対して、三重県や志摩市も財政等で支援を行っており、結果としてトラフグの魚価上昇や観光客の増加などが見られるようになった。2005年には、「地域づくり総務大臣表彰・地域振興部門」を受賞、農林水産省から、「立ち上がる農山漁村」（知的財産分野）に選定された。
一方で、天然トラフグの漁獲高は年によりバラツキが大きく安定しておらず、ブランド確立には安定したトラフグの供給が今後必要とされる。また大量にトラフグを扱うためには、専門の加工場等の整備も必要である。

## 遠州灘、伊勢湾で水揚げされる天然トラフグの生態
遠州灘、伊勢湾のトラフグは、稚魚放流とその捕獲状況などから、瀬戸内海などの他の水域のトラフグとは独立した系群であると推測されている。
この海域のトラフグは、紀伊半島から駿河湾沿岸、伊豆半島西岸を主な生息域として回遊している。産卵場所は、三重県の安乗沖や愛知県の渥美半島周辺水域で、主に荒い砂地を好んで産卵が行われる。産卵期は4月から5月ごろで、産卵が終えると雌魚はすぐに産卵場所から離れて回遊を始めるが、雄は比較的長く産卵場所の水域にとどまる。
孵化した稚魚は伊勢湾や三河湾の浅瀬で成長し、遠州灘方面へと回遊を始めると考えられているが、詳しい生態は不明である。

## トラフグ生態の研究および資源保護への取り組み
1970年代から伊勢湾付近ではトラフグが漁獲されていたが、1989年に年漁獲高が200トンを上回る大量発生があり、この原因調査が同海域でのトラフグ研究の引き金となった。
1990年に、安乗沖にトラフグ産卵場が発見され、同時に天然のトラフグの卵採取に成功した。1995年からはトラフグ稚魚の放流事業を始めている。

## 遠州灘、伊勢湾でのトラフグ漁
遠州灘、伊勢湾でのトラフグは、延縄（底延縄）、巻網などによる漁で捕獲される。三重県の他の漁協、愛知県や静岡県の漁協との間に、トラフグ漁に関する厳しい自主規制の合意が成されている。規制の概要は以下の通りである。
- 延縄漁は10月から翌年の2月末まで、それ以外の時期は原則禁漁
- 巻漁は9月から翌年の2月末まで、それ以外の時期は原則禁漁
- 捕獲したトラフグのうち体重700g以下の小型魚は再放流
- 延縄を使用する場合は基準の縄の長さ、針数以下で実施。操業時間も制限

この地域のトラフグの漁獲高は年により、増減が激しく不安定であるが、不定期に大量のトラフグが発生することが知られている。

## 伊勢神宮への奉納
三重外湾漁協安乗事業所では、毎年2月9日の「ふぐの日」に合わせてあのりふぐを伊勢神宮皇大神宮（内宮）に奉納している。2018年（平成30年）で20回目の奉納を迎え、同年はあのりふぐの活魚14匹23kgを奉納した。